# Pest Management Science
Pest Management Science is een internationaal, aan collegiale toetsing onderworpen wetenschappelijk tijdschrift op het gebied van de
landbouwkunde en
entomologie.
De naam wordt in literatuurverwijzingen meestal afgekort tot Pest Manag. Sci.
Het wordt uitgegeven door John Wiley & Sons namens de Britse Society of Chemical Industry en verschijnt maandelijks.